# Falkoner Centret
Falkoner Centret er en historisk ejendom med hotel og teater beliggende Falkoner Allé 7-9 på Frederiksberg. Den primære del af af centret genåbnede igen i sensommeren 2019 efter en gennemgribende renovering, nu som en del af hotelkæden Scandic under navnet Scandic Falkoner (tidligere Radisson Blu Falconer). Falkoner Centret ejes af ATP Ejendomme.  
Som en del af renoveringen udvidedes hotellet, så det samlet set nu har over 330 værelser og nye restaurant- og bar-faciliteter ud mod Falkoner Allé. Som en del af Scandic Falkoner indgår også Falkoner Salen og et mindre auditorium, som efter genåbningen igen vil blive brugt til kongresser, koncerter, shows, musicals m.v. Falkoner Salen har efter renoveringen plads til ca. 2.000 personer i teaterformat og 3000 til en stående koncert. Den mindre sal har plads til ca. 800 personer i teaterformat.

## Kuriosa
Udtrykket "En gang til for prins Knud" stammer fra en forestilling på Falkoner Scenen. Arveprins Knud overværede sammen med Arveprinsesse Caroline-Mathilde premieren på balletten Det forsinkede stævnemøde. Efter forestillingen spurgte scenens direktør om parret havde nydt forestillingen. Hertil svarede Caroline-Mathilde at de desværre ikke havde kunnet se en særlig scene i stykket fra kongelogen. Han overtalte derfor skuespillerne til at genopføre denne scene udelukkende for parret, samt B.T.-journalisten Arne Myggen, som efterfølgende berettede om hændelsen i avisen.
Arveprins Knud blev fremstillet som smådum, men de sad et dårligt sted på Falconer Scenen.
Birgitte Reimers vise i Cirkusrevyen 1959 gjorde efterfølgende udtrykket udødeligt.